# Ženevsko jezero
Ženevsko jezero (fra. Lac Léman ili Lac de Genève; njem. Genfersee) je ledenjačko jezero u Švicarskoj (60%) i Francuskoj (40%). Nakon Blatnog jezera, koje se nalazi u Mađarskoj, najveće je jezero u srednjoj Europi.
Površina jezera iznosi 582 km2 (od čega 348 km2 pripadaju Švicarskoj, a 234 km2 Francuskoj). Njegova najveća dubina iznosi 310 m.
Prosječna dubina iznosi 154,4 m, a nalazi s na nadmorskoj visini od 372 m. Širina jezera iznosi prosječno 14 km, a dužina 73 km.
Na kraju jezera kod Ženeve, počinje rijeka Rona koja se ulijeva u Sredozemno more.

## Galerija
- jezero kod Montreuxa
- jezero kod Puidouxa
- jezero kod Lausanne
- Jezero

## Vanjske poveznice
|  | Zajednički poslužitelj ima još gradiva o temi Ženevsko jezero |